# Monardia magna
Monardia magna är en tvåvingeart som beskrevs av Edwards 1938. Monardia magna ingår i släktet Monardia och familjen gallmyggor. Inga underarter finns listade i Catalogue of Life.